# オ・ピノ
オ・ピノ（O Pino）は、スペイン・ガリシア州ア・コルーニャ県のムニシピオ（基礎自治体）。コマルカ・デ・アルスーアに属する。ガリシア統計局によると、2009年の人口は4,710人（2006年：4,885人、2005年：4,901人、2004年：4,940人、2003年：4,948人）となっている。カスティーリャ語表記はEl Pino（エル・ピノ）。
ガリシア語話者の自治体人口に占める割合は98.46％（2001年）。

## 地理
オ・ピノはア・コルーニャ県の南部に位置し、コマルカ・デ・アルスーアに属する。北はオローソとフラーデスと、南はトウロとボケイションと、東はアルスーアと、西はサンティアゴ・デ・コンポステーラの各自治体と隣接している。

### 人口
| オ・ピノの人口推移 1900－2010                           |
|                                                         |
| 出典:INE（スペイン国立統計局）1900年 - 1991年、1996年 - |

## 政治
2007年の自治体選挙の結果、自治体首長はガリシア国民党（PPdeG）のマヌエル・タボアーダ・ビーゴ（Manuel Taboada Vigo）、自治体評議員はガリシア社会党（PSdeG-PSOE）：7、ガリシア民族主義ブロック（BNG）：1となっている。

## 教区
オ・ピノは13の教区に分けられている。
- アルカ（サンタイア）
- ブディーニョ（サンタ・マリーア）
- カストロフェイト（サンタ・マリーア）
- セブレイロ（サン・シアーオ）
- セルセーダ（サン・ミゲル）
- フェレイロス（サン・ブレイショ）
- ゴンサール（サンタ・マリーア）
- ラルデイロス（サン・シアーオ）
- メディン（サント・エステーボ）
- パストール（サン・ロウレンソ）
- ペレイラ（サン・ミゲル）
- オ・ピノ（サン・ビセンソ）
- サン・マメーデ・デ・フェレイロス（サン・マメーデ）